# Пјанело Валезина (Анкона)
Пјанело Валезина (итал. Pianello Vallesina) насеље је у Италији у округу Анкона, региону Марке.
Према процени из 2011. у насељу је живело 2154 становника. Насеље се налази на надморској висини од 114 м.